# Carolina del Liechtenstein
Carolina del Liechtenstein (nome completo in tedesco Karoline Maria Josepha Walpurgis Nestoria; Vienna, 27 febbraio 1836 – Vienna, 28 marzo 1885) è stata una principessa austriaca.

## Biografia

### Nascita
Carolina del Liechtenstein nacque a Vienna il 27 febbraio 1836, secondogenita e seconda figlia femmina del principe Luigi II e della contessa Franziska Kinsky von Wchinitz und Tettau.
Era sorella minore della principessa Maria Francesca (1834) e maggiore di Sofia (1837), Luigia (1838), Ida (1839), Giovanni (1840), Francesca (1841), Enrichetta (1843), Anna Maria (1846), Teresa (1850), Francesco (1853).

### Matrimonio
Sposò il 3 giugno del 1855 a Vienna, a 19 anni, il principe Alessandro di Schönburg-Hartenstein, di dieci anni più giovane, figlio del principe Enrico Edoardo e di Ludovica di Schwarzenberg. Alla morte del suocero nel 1872, Carolina succedette alla suocera come 3ª principessa consorte.

### Morte
Morì nella natia Vienna il 28 marzo 1885, all'età di 49 anni. È sepolta nel cimitero di Bad Ischl col marito, deceduto poco più di un decennio dopo dalla morte della moglie, nel 1896.

## Discendenza
Carolina del Liechtenstein e Alessandro di  Schönburg-Hartenstein ebbero sei figli, di cui tre femmine e tre maschi, e ventinove nipoti, quindici femmine e quattordici maschi:
- Ludovica Maria Teresa Giuseppina di Schönburg-Hartenstein[1] (Ettlingen, 3 luglio 1856 - Monaco di Baviera, 5 luglio 1932), sposò il 27 novembre 1879 a Vienna Beltramo Otto Federico Guglielmo Valdemaro, 1⁰ principe di Quadt-Wykradt-Isny (1849-1927) e con lui ebbe sei figli, tre maschi e tre femmine, che ebbero i titoli di conti e contesse:[6]
  - Otto Maria Alessandro Beltramo di Quadt-Wykradt-Isny (Isny im Allgäu, 30 dicembre 1880 - Monaco di Baviera, 28 luglio 1933);
  - Maria Luisa Carolina Giuseppina di Quadt-Wykradt-Isny (Isny im Allgäu, 21 dicembre 1883 - Monaco di Baviera, 26 gennaio 1925);
  - Alessandro Giuseppe Luigi Antonio Maria di Quadt-Wykradt-Isny (Isny im Allgäu, 1⁰ maggio 1885 - Isny in Allgäu, 11 luglio 1936);
  - Eugenio Francesco di Paola Giuseppe Maria Albano Gaspare di Quadt-Wykradt-Isny (Isny im Allgäu, 16 gennaio 1887 - Isny im Allgäu, 19 ottobre 1940);
  - Luigia Carolina Ludovica Maria Giuseppa di Quadt-Wykradt-Isny (Isny im Allgäu, 7 settembre 1889 - Monaco di Baviera, 9 luglio 1981);
  - Giuseppina Maria Berta Ignazia di (Monaco di Baviera, 4 marzo 1892 - Schäftlarn, 5 gennaio 1996).
- Francesca Maria Carolina Giuseppina Teresa di Schönburg-Hartenstein (Karlsruhe, 28 agosto 1857 - Petrohrad, 20 gennaio 1926), sposò il 26 aprile 1876 a Vienna il conte Eugenio Jaromir Francesco Czernin di Chudenitz (1851-1925);[7]
- Edoardo Luigi Maria Alessandro Corrado di Schönburg-Hartenstein (Karlsruhe, 21 novembre 1858 - Hartenstein, 20 settembre 1944), succedette al padre come 4⁰ principe, sposò il 23 aprile 1887 a Vienna Giovanna di Colloredo-Mannsfeld (1867-1938) e con lei ebbe sette figli, di cui due maschi e cinque femmine:[8]
  - Alessandro Geronimo Luigi Carlo Innocenzo Maria di Schönburg-Hartenstein (Wolfsthal, 28 luglio 1888 - Vienna, 20 gennaio 1956), succedette al padre come 5⁰ principe;
  - Geronimo di Schönburg-Hartenstein (Bratislava, 1⁰ novembre 1889 - Bad Vöslau, 1⁰ settembre 1914);
  - Agata Carolina Margherita Maria Giovanna Marcella di Schönburg-Hartenstein (Bratislava, 16 gennaio 1891 - Erlangen, 20 febbraio 1965);
  - Carolina Francesca Maria Teresa Giovanna di Schönburg-Hartenstein[9] (Dobříš, 24 agosto 1892[8] - 24 aprile 1986);[9]
  - Maria Teresa Ernestina Monica di Schönburg-Hartenstein (Berlino, 4 febbraio 1896 - Klosterneuburg, 14 agosto 1979);
  - Margherita Ernestina Elisabetta Agata Giovanna di Schönburg-Hartenstein (Vienna, 14 dicembre 1897 - Vienna, 30 agosto 1980);
  - Isabella di Schönburg-Hartenstein (Miletín, 20 agosto 1901[8] - 1987)[10]
- Maria Teresa Ludovica di Schönburg-Hartenstein (Monaco di Baviera, 17 dicembre 1861 - Weitwörth, 25 agosto 1945), sposò il 6 giugno 1885 a Vienna il principe Edoardo Severino Maria di Auersperg (1863-1956) e con lui ebbe sette figli, di cui due femmine e cinque maschi:[11]
  - Carolina di Auersperg (Vienna, 22 marzo 1886 - Weitwörth, 16 dicembre 1960);
  - Francesco di Auersperg (Vienna, 8 aprile 1887 - Lofer, 10 maggio 1953);
  - Alessandro Guglielmo Maria di Auersperg (Weitworth, 9 maggio 1890 - 19 marzo 1895);
  - Edoardo di Auersperg (Weitworth, 7 aprile 1893 - Stainz, 3 aprile 1948);
  - Guglielmina Maria Francesca di Auersperg (Weitworth, 4 ottobre 1894 - 1986);
  - Luigi Maria Giuseppe Alessandro di Auersperg (Weitworth, 26 ottobre 1897 - Salisburgo, 6 settembre 1984);
  - Alfredo Giovanni Maria Antonio Ruperto di Auersperg (Weitworth, 26 settembre 1899 - Amburgo, 10 settembre 1968).
- Otto Edoardo Maria Alessandro di Schönburg-Hartenstein (Monaco di Baviera, 24 marzo 1863 - 18 aprile 1903);[12]
- Giovanni Maria Luigi Otto Enrico Alessandro di Shönburg-Hartenstein (Enzesfeld-Lindabrunn, 12 settembre 1864 - Vienna, 30 marzo 1937) sposò il 27 aprile 1897 a Vienna la principessa Sofia Maria Carolina Ernestina Notgeria di Oettingen-Oettingen e Oettingen-Wallerstein (1878-1944) e con lei ebbe nove figli, di cui cinque femmine e quattro maschi:[13]
  - Carolina Ernestina Francesca Maria di Schönburg-Hartenstein (Vienna, 23 dicembre 1898 - Bad Windsheim, 27 aprile 1985);
  - Ernestina Maria Sofia Giovanna di Schönburg-Hartenstein (Rothen-Lhotta, 12 luglio 1900 - Vienna, 14 ottobre 1990);
  - Carlo Maria Giovanni Alessandro Antonio di Schönburg-Hartenstein (Bucarest, 23 dicembre 1901 - Vienna, 26 dicembre 1972);
  - Maria Ernestina Carolina Sofia di Schönburg-Hartenstein (Roma, 25 settembre 1903 - Bayreuth, 21 gennaio 1952);
  - Luigi Alessandro di Schönburg-Hartenstein (Londra, 24 aprile 1906 - Bad Ischl, 18 giugno 1998);
  - Luigia Alessandra di Schönburg-Hartenstein (Londra, 24 aprile 1906 - Berlino, 11 aprile 1976), gemella del precedente,
  - Giovanni di Schönburg-Hartenstein (12 marzo 1908 - febbraio 1910);
  - Pietro Carlo Maria Antonio Pio Benedetto Marco Giovanni di Schönburg-Hartenstein (Roma, 25 aprile 1913 - New York, 7 novembre 2003);
  - Sofia Maria Carolina Giovanna Ernestina di Schönburg-Hartenstein (Vienna, 19 aprile 1917).

## Titoli e trattamento
- 27 febbraio 1836 - 3 giugno 1855: Sua Altezza Serenissima, la principessa Carolina del Liechtenstein
- 3 giugno 1855 - 16 novembre 1872: Sua Altezza Serenissima, la principessa ereditaria di Schönburg-Hartenstein, principessa del Liechtenstein
- 16 novembre 1872 - 28 marzo 1885: Sua Altezza Serenissima, la principessa di Schönburg-Hartenstein, principessa del Liechtenstein

## Ascendenza
|                                                            |                                      |                                                       | Genitori                                              |  |  | Nonni |  |  | Bisnonni                               |  |  | Trisnonni                  |  |
|                                                            |                                      |                                                       |                                                       |  |  |       |  |  | Francesco Giuseppe I del Liechtenstein |  |  | Emanuele del Liechtenstein |  |
|                                                            |                                      |                                                       |                                                       |  |  |       |  |  | Francesco Giuseppe I del Liechtenstein |  |  | Emanuele del Liechtenstein |  |
|                                                            |                                      | Maria Anna Antonia di Dietrichatein-Weichselstädt     |                                                       |  |  |       |  |  | Francesco Giuseppe I del Liechtenstein |  |  |                            |  |
| Giovanni I Giuseppe del Liechtenstein                      |                                      |                                                       |                                                       |  |  |       |  |  | Francesco Giuseppe I del Liechtenstein |  |  |                            |  |
|                                                            |                                      | Leopoldina di Sternberg                               | Francesco Filippo di Sternberg                        |  |  |       |  |  |                                        |  |  |                            |  |
|                                                            |                                      | Leopoldina di Sternberg                               | Francesco Filippo di Sternberg                        |  |  |       |  |  |                                        |  |  |                            |  |
|                                                            |                                      | Leopoldina di Sternberg                               | Maria Leopoldina di Starhemberg                       |  |  |       |  |  |                                        |  |  |                            |  |
| Luigi II del Liechtenstein                                 |                                      | Leopoldina di Sternberg                               |                                                       |  |  |       |  |  |                                        |  |  |                            |  |
|                                                            |                                      | Gioacchino Egon di Fürstenberg-Weitra                 | Ludovico Guglielmo Augusto Egon di Fürstenberg-Weitra |  |  |       |  |  |                                        |  |  |                            |  |
|                                                            |                                      | Gioacchino Egon di Fürstenberg-Weitra                 | Ludovico Guglielmo Augusto Egon di Fürstenberg-Weitra |  |  |       |  |  |                                        |  |  |                            |  |
|                                                            |                                      | Gioacchino Egon di Fürstenberg-Weitra                 | Maria Anna Fugger di Kirchberg-Weissenhorn            |  |  |       |  |  |                                        |  |  |                            |  |
| Giuseppa di Fürstenberg-Weitra                             |                                      | Gioacchino Egon di Fürstenberg-Weitra                 |                                                       |  |  |       |  |  |                                        |  |  |                            |  |
|                                                            |                                      | Sofia Maria di Oettingen-Wallerstein                  | Filippo Carlo di Oettingen-Wallerstein                |  |  |       |  |  |                                        |  |  |                            |  |
|                                                            |                                      | Sofia Maria di Oettingen-Wallerstein                  | Filippo Carlo di Oettingen-Wallerstein                |  |  |       |  |  |                                        |  |  |                            |  |
|                                                            |                                      | Sofia Maria di Oettingen-Wallerstein                  | Carlotta Giuliana di Oettingen-Baldern                |  |  |       |  |  |                                        |  |  |                            |  |
| Carolina del Liechtenstein                                 |                                      | Sofia Maria di Oettingen-Wallerstein                  |                                                       |  |  |       |  |  |                                        |  |  |                            |  |
|                                                            | Giuseppe Kinsky di Wchinitz e Tettau | Francesco di Paola Ulrico Kinsky di Wchinitz e Tettau |                                                       |  |  |       |  |  |                                        |  |  |                            |  |
|                                                            | Giuseppe Kinsky di Wchinitz e Tettau | Francesco di Paola Ulrico Kinsky di Wchinitz e Tettau |                                                       |  |  |       |  |  |                                        |  |  |                            |  |
|                                                            | Giuseppe Kinsky di Wchinitz e Tettau | Maria Sidonia Teresa di Hohenzollern-Hechingen        |                                                       |  |  |       |  |  |                                        |  |  |                            |  |
| Francesco di Paola Giuseppe Kinsky von Wchinitz und Tettau | Giuseppe Kinsky di Wchinitz e Tettau |                                                       |                                                       |  |  |       |  |  |                                        |  |  |                            |  |
|                                                            |                                      | Maria Rosa di Harrach                                 | Ferdinando Bonaventura di Harrach                     |  |  |       |  |  |                                        |  |  |                            |  |
|                                                            |                                      | Maria Rosa di Harrach                                 | Ferdinando Bonaventura di Harrach                     |  |  |       |  |  |                                        |  |  |                            |  |
|                                                            |                                      | Maria Rosa di Harrach                                 | Maria Rosa di Harrach                                 |  |  |       |  |  |                                        |  |  |                            |  |
| Franziska Kinsky von Wchinitz und Tettau                   |                                      | Maria Rosa di Harrach                                 |                                                       |  |  |       |  |  |                                        |  |  |                            |  |
|                                                            |                                      | Rodolfo di Wrbna e Freudenthal                        | Eugenio Venceslao Giuseppe di Wrbna e Freudenthal     |  |  |       |  |  |                                        |  |  |                            |  |
|                                                            |                                      | Rodolfo di Wrbna e Freudenthal                        | Eugenio Venceslao Giuseppe di Wrbna e Freudenthal     |  |  |       |  |  |                                        |  |  |                            |  |
|                                                            |                                      | Rodolfo di Wrbna e Freudenthal                        | Maria Teresa Kollonitz di Kollegrád                   |  |  |       |  |  |                                        |  |  |                            |  |
| Teresa di Wrbna e Freudenthal                              |                                      | Rodolfo di Wrbna e Freudenthal                        |                                                       |  |  |       |  |  |                                        |  |  |                            |  |
|                                                            |                                      | Maria Teresa Aloisia di Kaunitz-Rietberg-Questenberg  | Domenico Andrea di Kaunitz-Rietberg-Questenberg       |  |  |       |  |  |                                        |  |  |                            |  |
|                                                            |                                      | Maria Teresa Aloisia di Kaunitz-Rietberg-Questenberg  | Domenico Andrea di Kaunitz-Rietberg-Questenberg       |  |  |       |  |  |                                        |  |  |                            |  |
|                                                            |                                      | Maria Teresa Aloisia di Kaunitz-Rietberg-Questenberg  | Bernardina di Plettenberg-Wittem                      |  |  |       |  |  |                                        |  |  |                            |  |
|                                                            |                                      | Maria Teresa Aloisia di Kaunitz-Rietberg-Questenberg  |                                                       |  |  |       |  |  |                                        |  |  |                            |  |